# Plesiochelyidae
Plesiochelyidae — вимерла родина  черепах підряду прихованошийні черепахи. Родина існувала у кінці юрського та на початку крейдяного періоду (161–112 млн років тому) у Лавразії. Скам'янілі рештки представників родини знаходять в Європі, Середній Азії та Китаю.